# Seznam 10 největších námořnictev světa

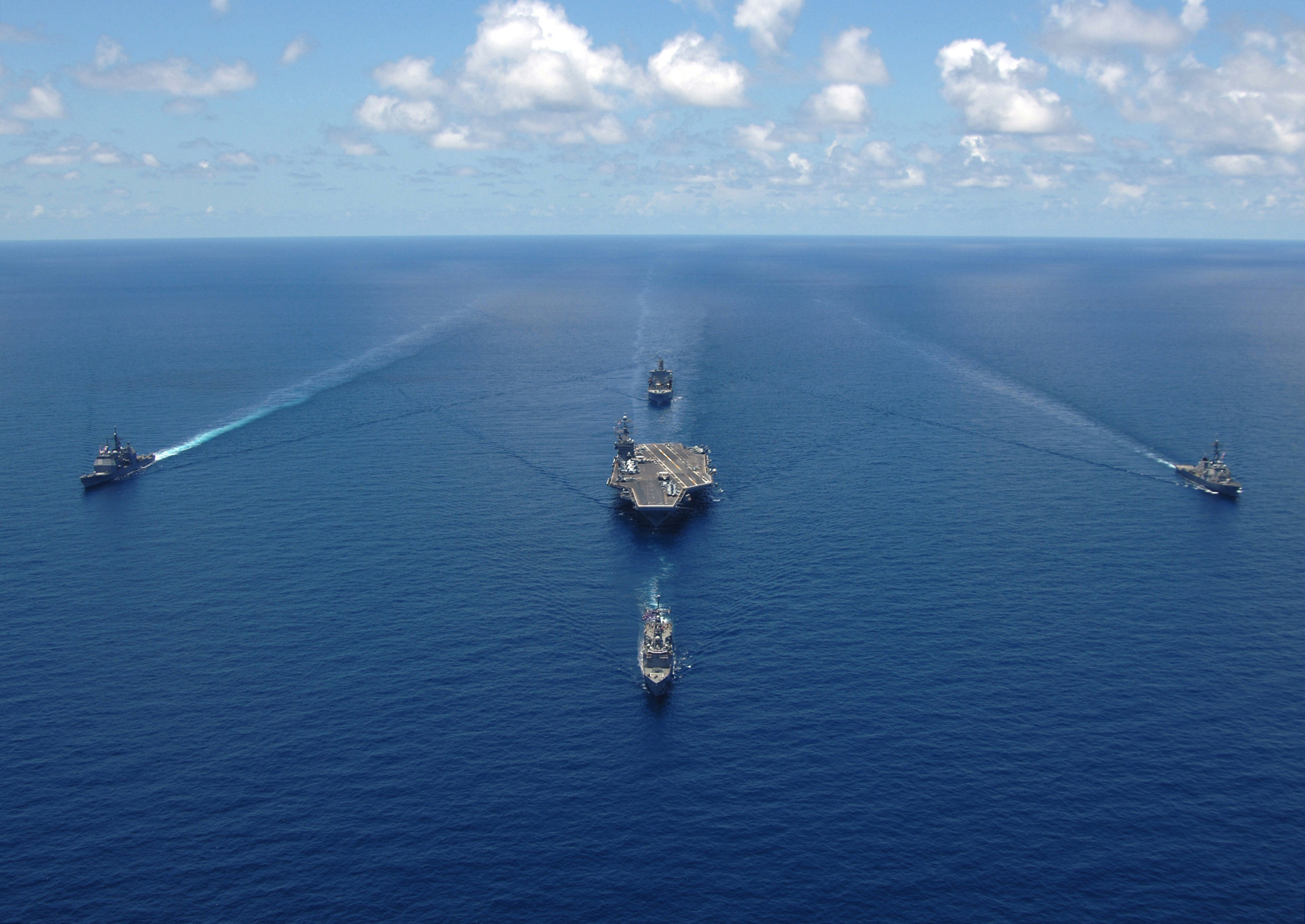
Úderná skupina letadlové lodi USS George Washington (CVN-73)

Seznam 10 největších námořnictev světa obsahuje 10 námořnictev, které mají největší počet lodí v aktivní službě na světě. Seznam porovnává pouze velikost námořnictev, nikoliv jejich sílu.

## 10. Srílanské námořnictvo

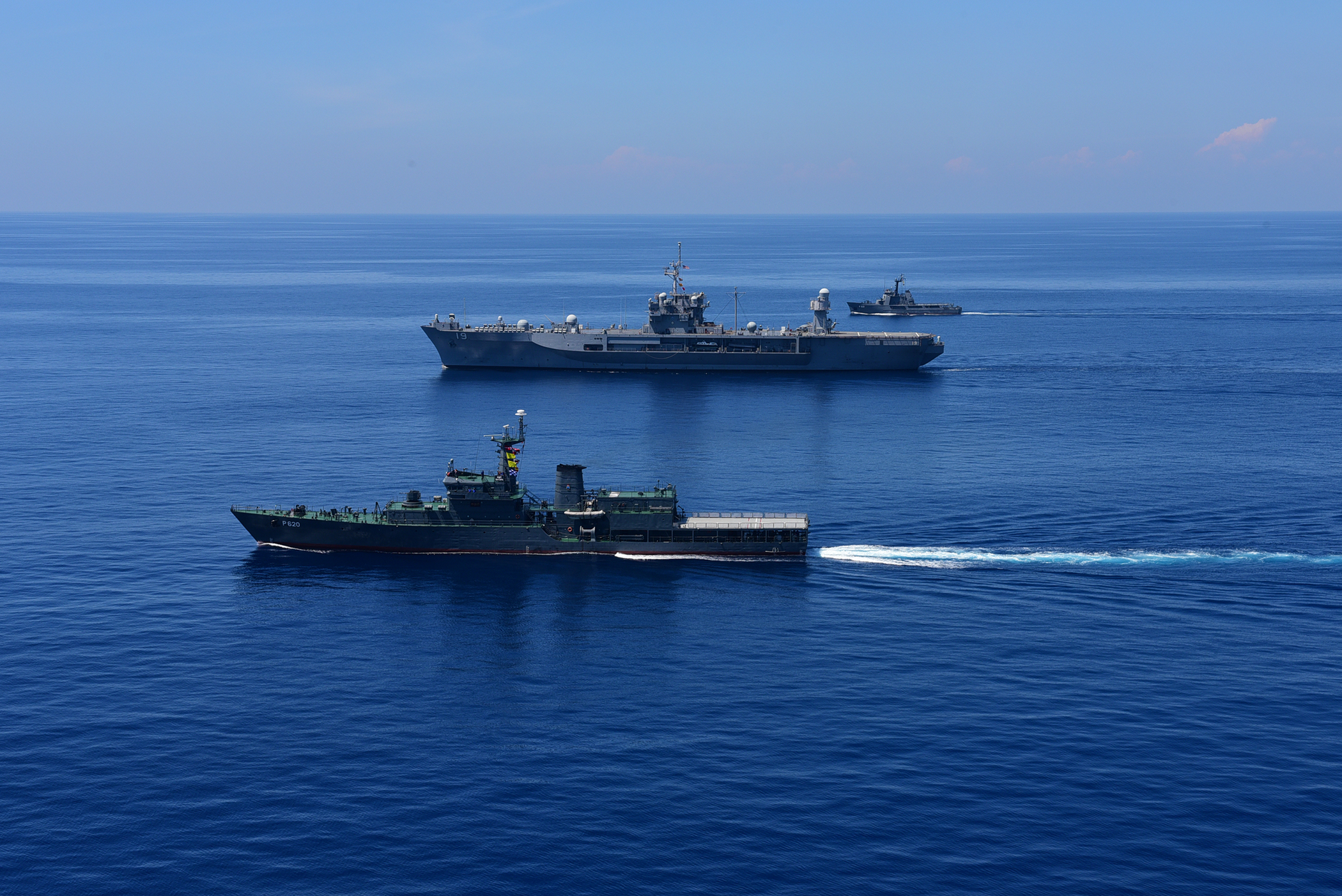
Hlídkové lodě Sayura (P620) a Samudura (621)

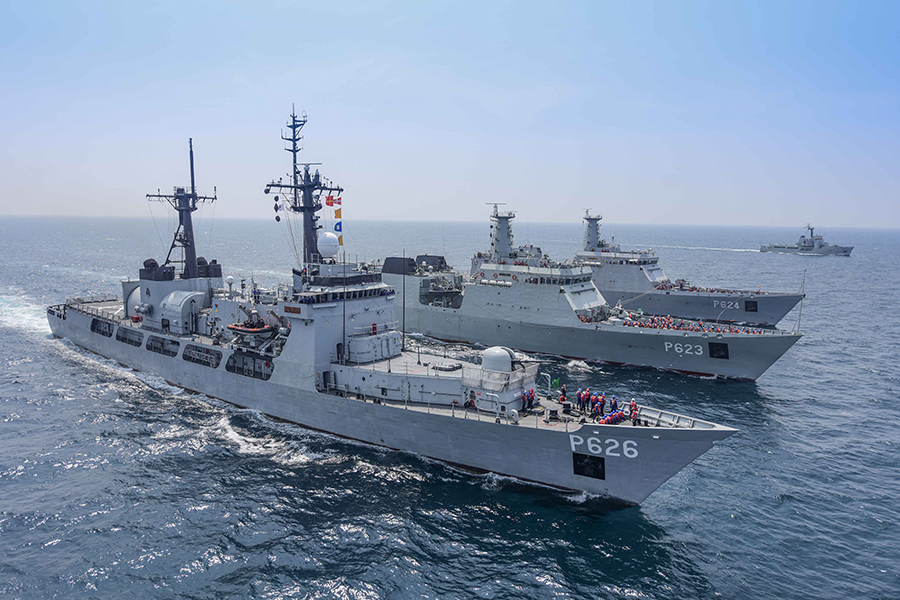
Hlídkové lodě Gajabahu (P626), Sayurala (P623) a Sindurala (P624) a Samudura (P621)

| Typ lodě                                      | Počet lodí ve službě |
| --------------------------------------------- | -------------------- |
| letadlové lodě                                | 0                    |
| vrtulníkové výsadkové lodě / nosiče vrtulníků | 0                    |
| torpédoborce                                  | 0                    |
| fregaty                                       | 5                    |
| korvety                                       | 0                    |
| ponorky                                       | 0                    |
| minolovky / minonosky                         | 0                    |
| hlídkové lodě                                 | 59                   |
| ostatní                                       | 211                  |
| celkem                                        | 275                  |

## 9. Thajské královské námořnictvo

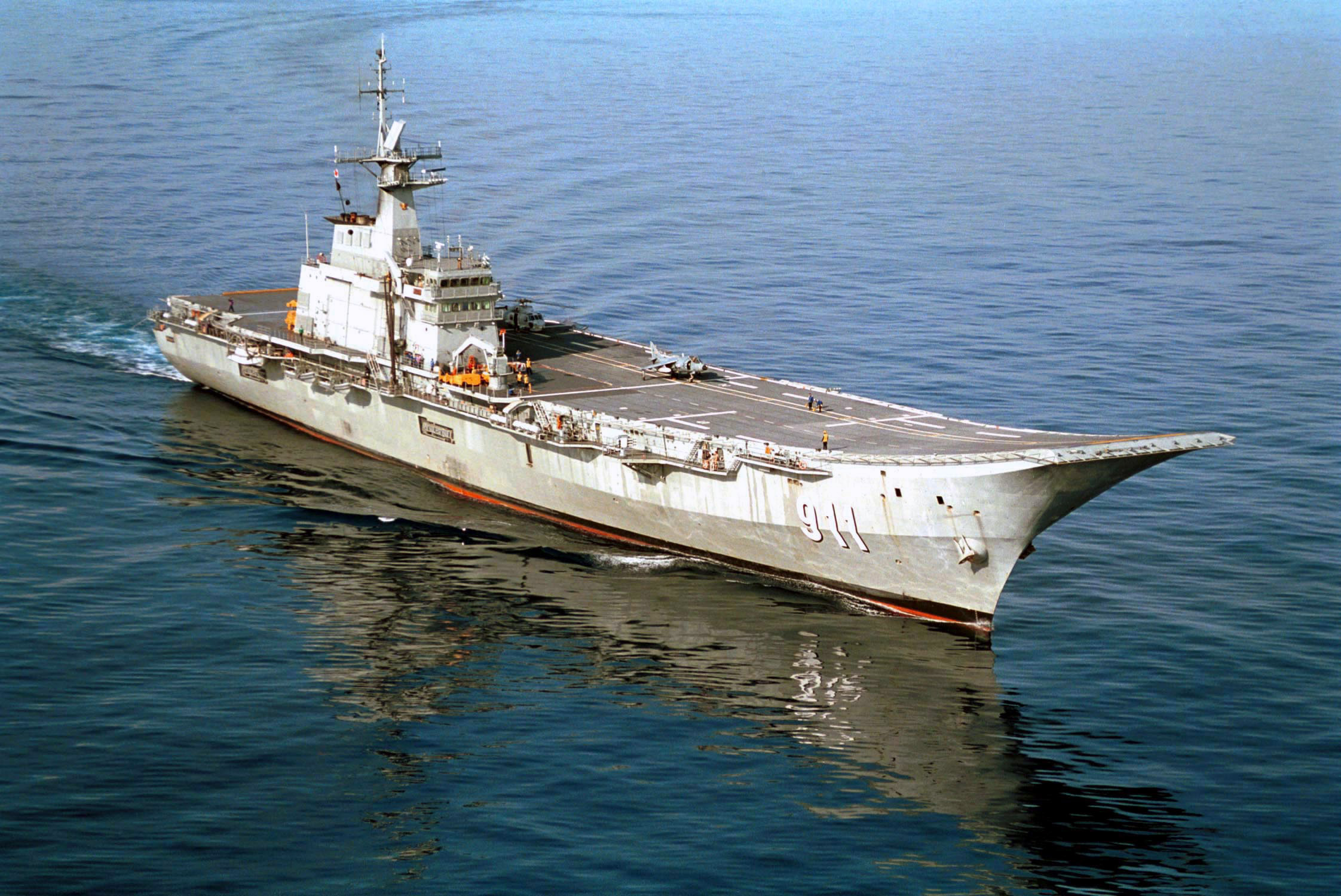
Lehká letadlová loď Chakri Naruebet

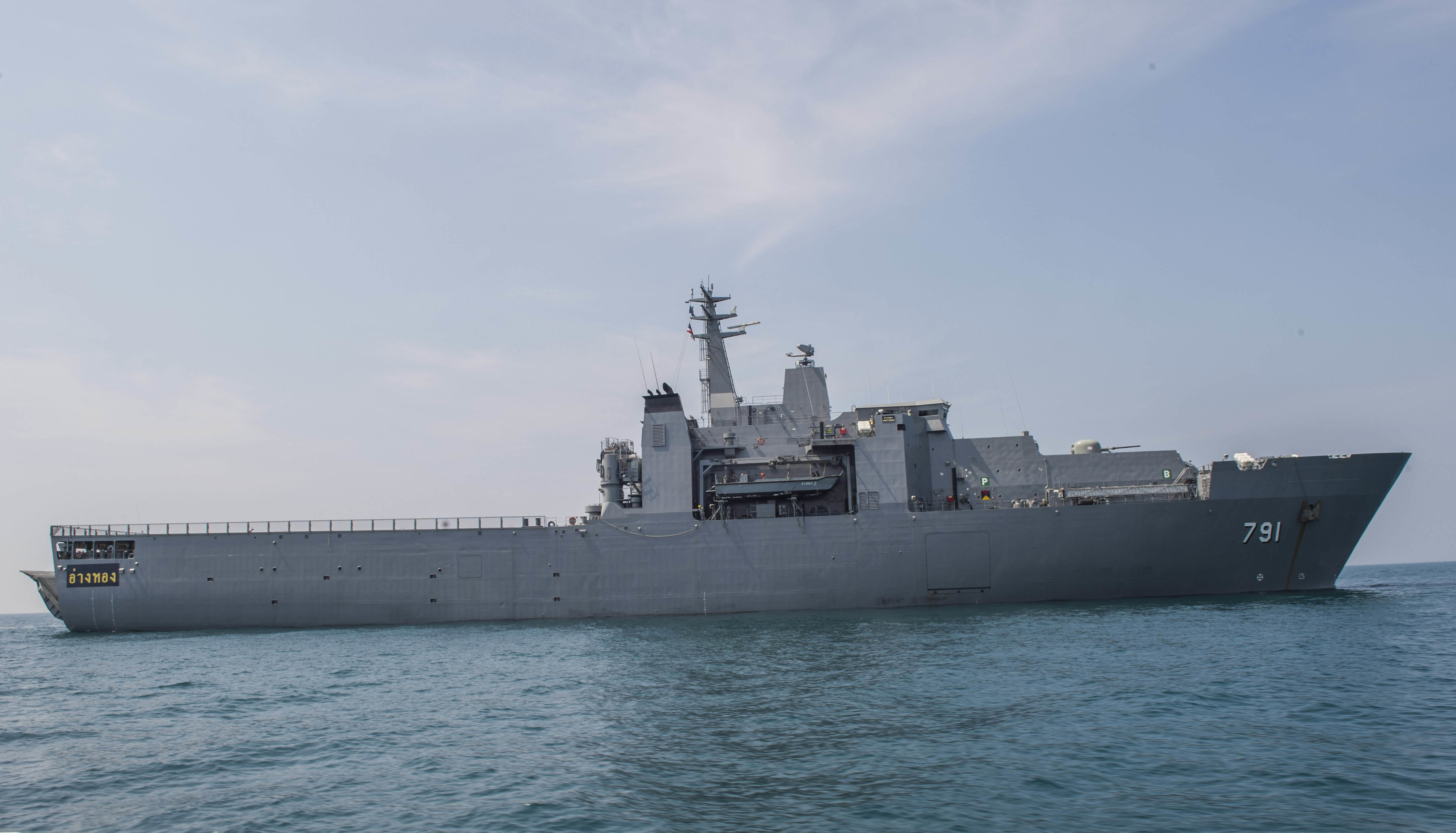
Výsadková loď Angthong (LPD-791)

| Typ lodě                                      | Počet lodí ve službě |
| --------------------------------------------- | -------------------- |
| letadlové lodě                                | 1                    |
| vrtulníkové výsadkové lodě / nosiče vrtulníků | 0                    |
| torpédoborce                                  | 0                    |
| fregaty                                       | 7                    |
| korvety                                       | 7                    |
| ponorky                                       | 0                    |
| minolovky / minonosky                         | 5                    |
| hlídkové lodě                                 | 49                   |
| ostatní                                       | 223                  |
| celkem                                        | 292                  |

## 8. Indické námořnictvo

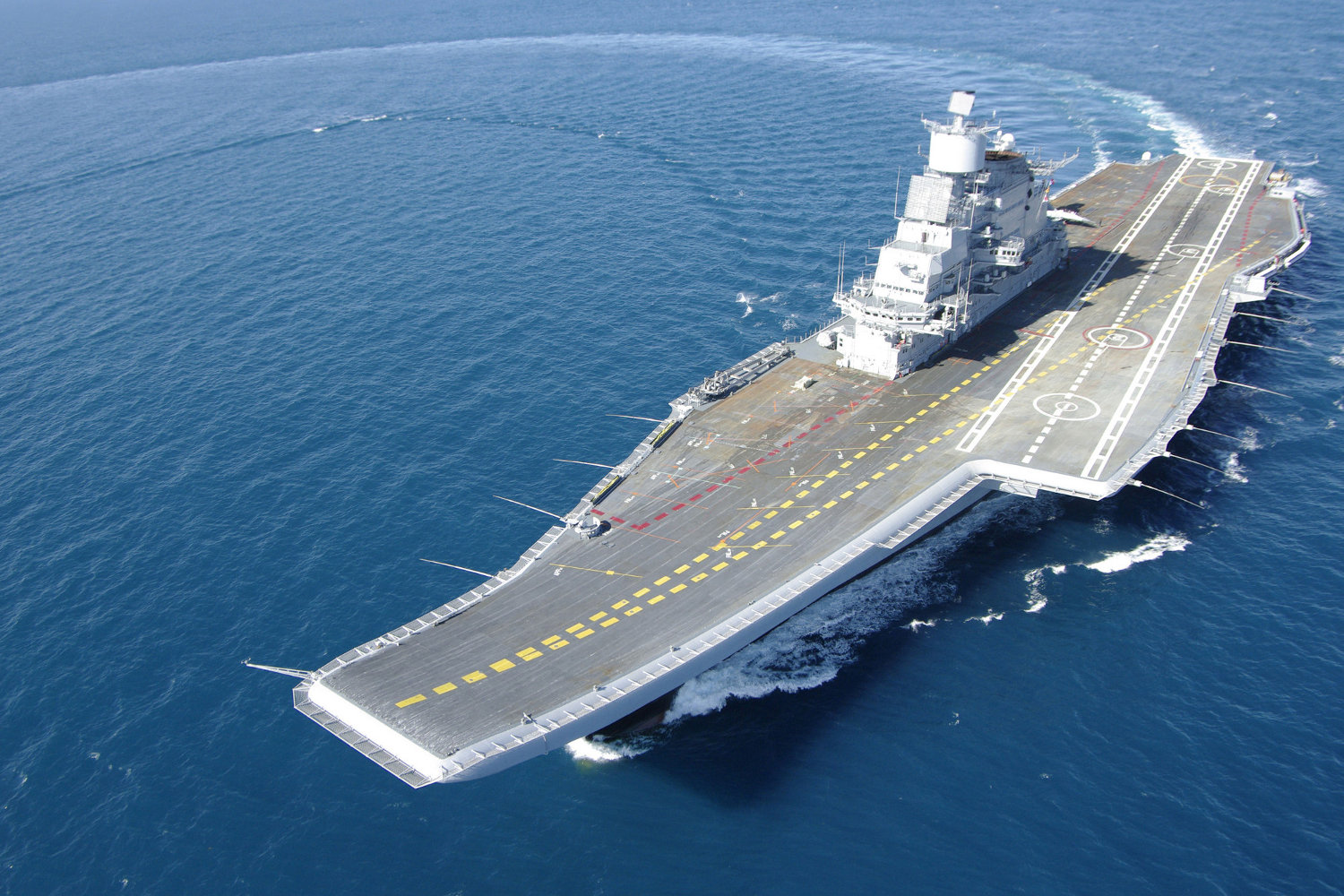
Letadlová loď Vikramaditya (R33)

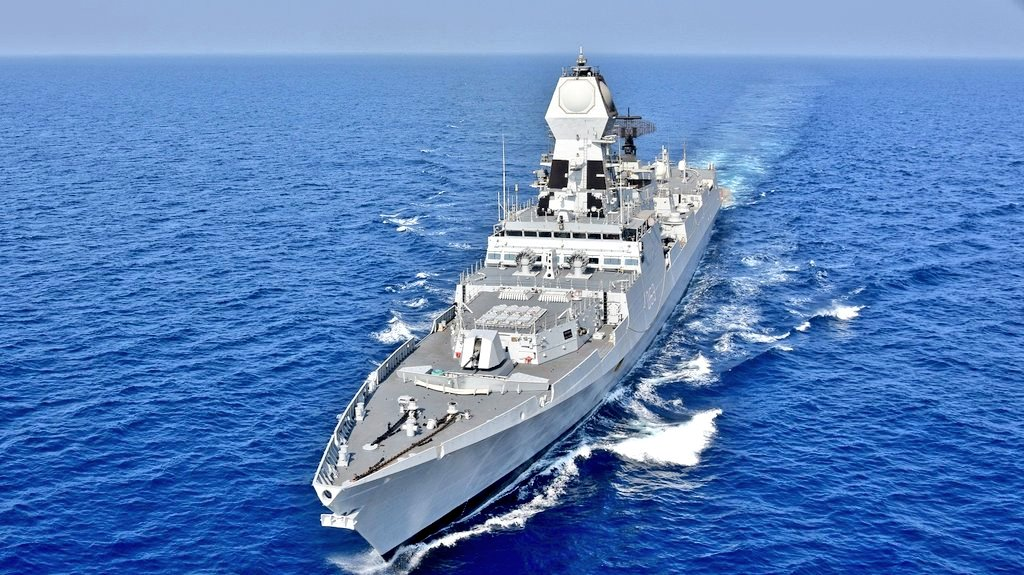
Torpédoborec Chennai (D65)

| Typ lodě                                      | Počet lodí ve službě |
| --------------------------------------------- | -------------------- |
| letadlové lodě                                | 2                    |
| vrtulníkové výsadkové lodě / nosiče vrtulníků | 0                    |
| torpédoborce                                  | 10                   |
| fregaty                                       | 13                   |
| korvety                                       | 22                   |
| ponorky                                       | 17                   |
| minolovky / minonosky                         | 0                    |
| hlídkové lodě                                 | 128                  |
| ostatní                                       | 104                  |
| celkem                                        | 296                  |

## 7. Indonéské námořnictvo

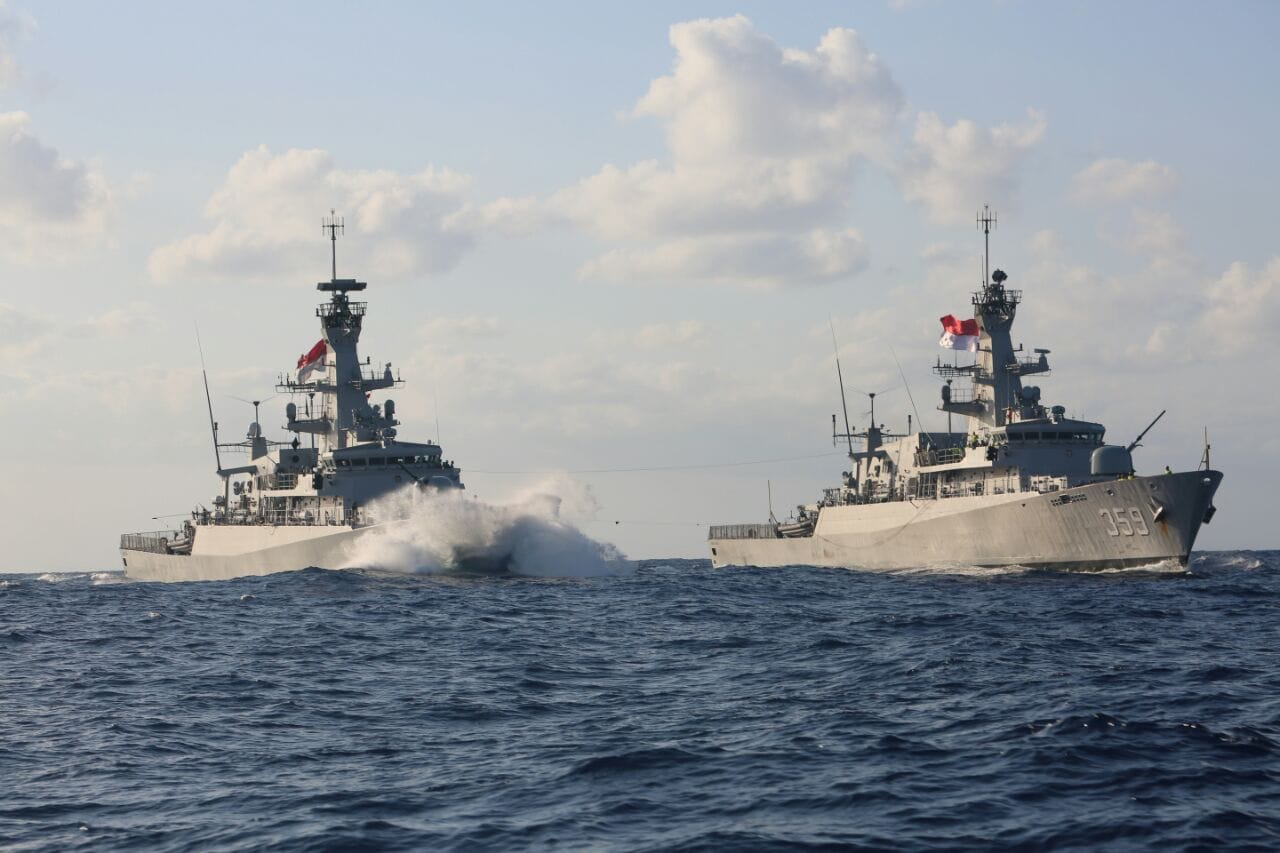
Korvety Bung Tomo (357) a Usman Harun (359)

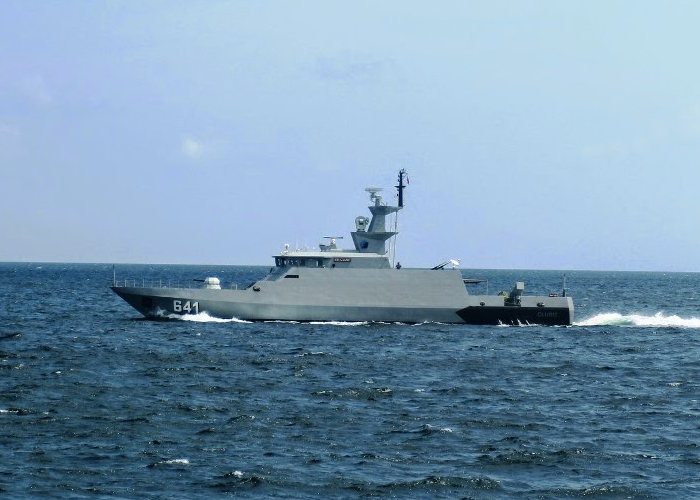
Raketový člun Clurit (641)

| Typ lodě                                      | Počet lodí ve službě |
| --------------------------------------------- | -------------------- |
| letadlové lodě                                | 0                    |
| vrtulníkové výsadkové lodě / nosiče vrtulníků | 0                    |
| torpédoborce                                  | 0                    |
| fregaty                                       | 7                    |
| korvety                                       | 24                   |
| ponorky                                       | 4                    |
| minolovky / minonosky                         | 11                   |
| hlídkové lodě                                 | 181                  |
| ostatní                                       | 69                   |
| celkem                                        | 296                  |

## 6. Švédské námořnictvo

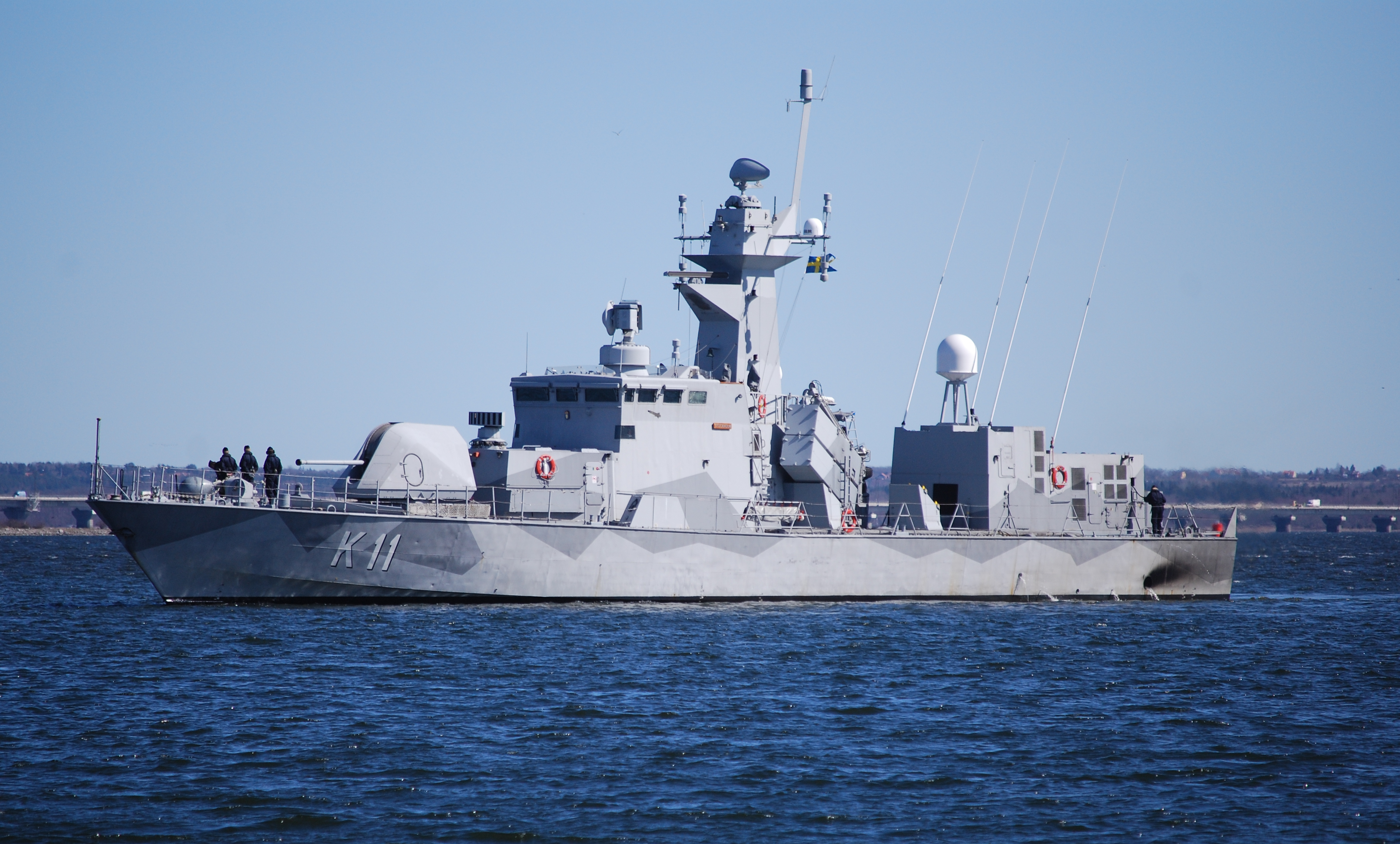
Korveta Stockholm (K11)

| Typ lodě                                      | Počet lodí ve službě |
| --------------------------------------------- | -------------------- |
| letadlové lodě                                | 0                    |
| vrtulníkové výsadkové lodě / nosiče vrtulníků | 0                    |
| torpédoborce                                  | 0                    |
| fregaty                                       | 0                    |
| korvety                                       | 7                    |
| ponorky                                       | 5                    |
| minolovky / minonosky                         | 9                    |
| hlídkové lodě                                 | 161                  |
| ostatní                                       | 134                  |
| celkem                                        | 316                  |

## 5. Námořnictvo Korejské lidové armády

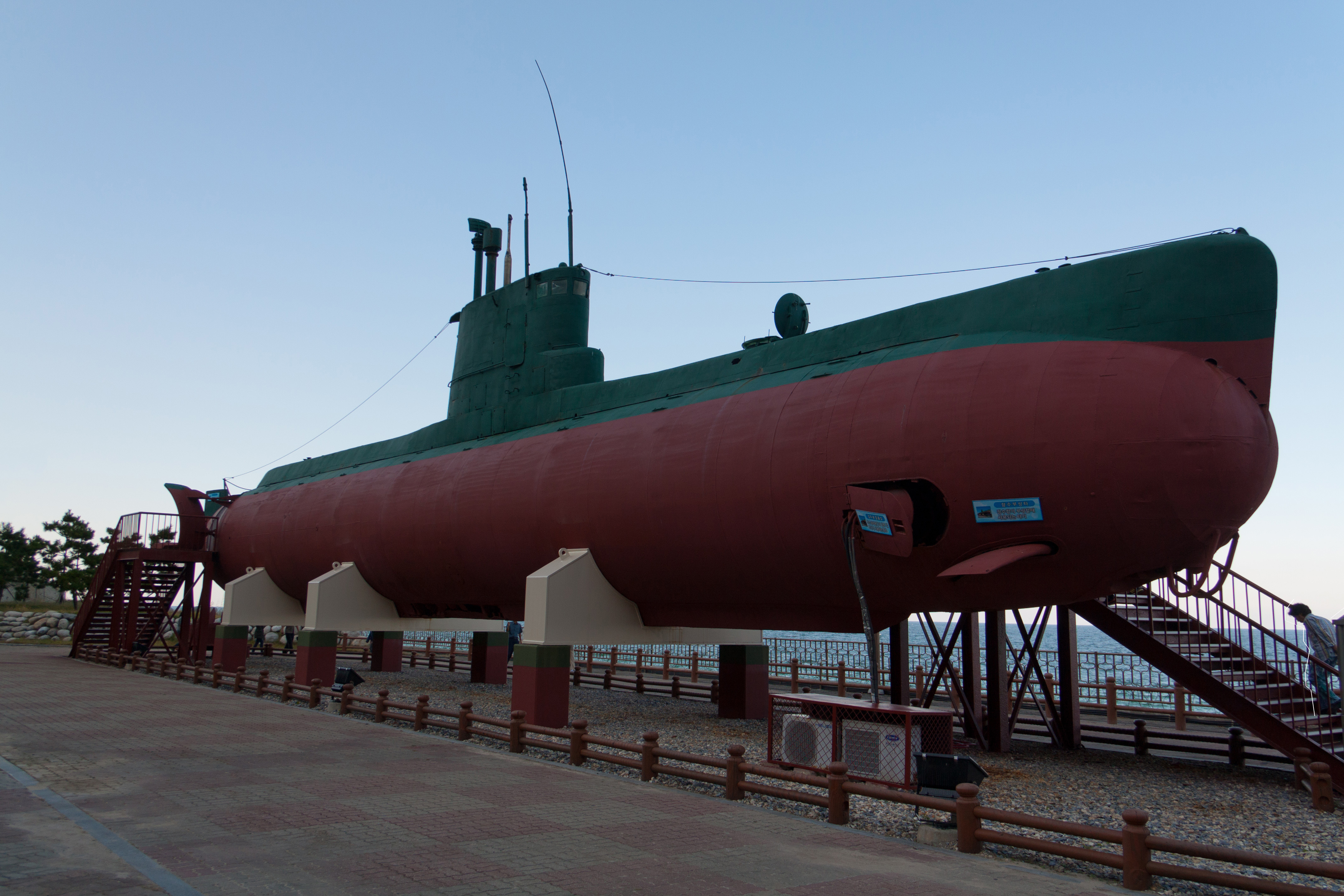
Ponorka třídy Sang-O

| Typ lodě                                      | Počet lodí ve službě |
| --------------------------------------------- | -------------------- |
| letadlové lodě                                | 0                    |
| vrtulníkové výsadkové lodě / nosiče vrtulníků | 0                    |
| výsadkové lodě                                | 0                    |
| křižníky                                      | 0                    |
| torpédoborce                                  | 0                    |
| fregaty                                       | 5                    |
| korvety                                       | 0                    |
| ponorky                                       | 35                   |
| minolovky / minonosky                         | 10                   |
| hlídkové lodě                                 | 200                  |
| ostatní                                       | 200                  |
| celkem                                        | 450                  |

## 4. Kolumbijské námořnictvo

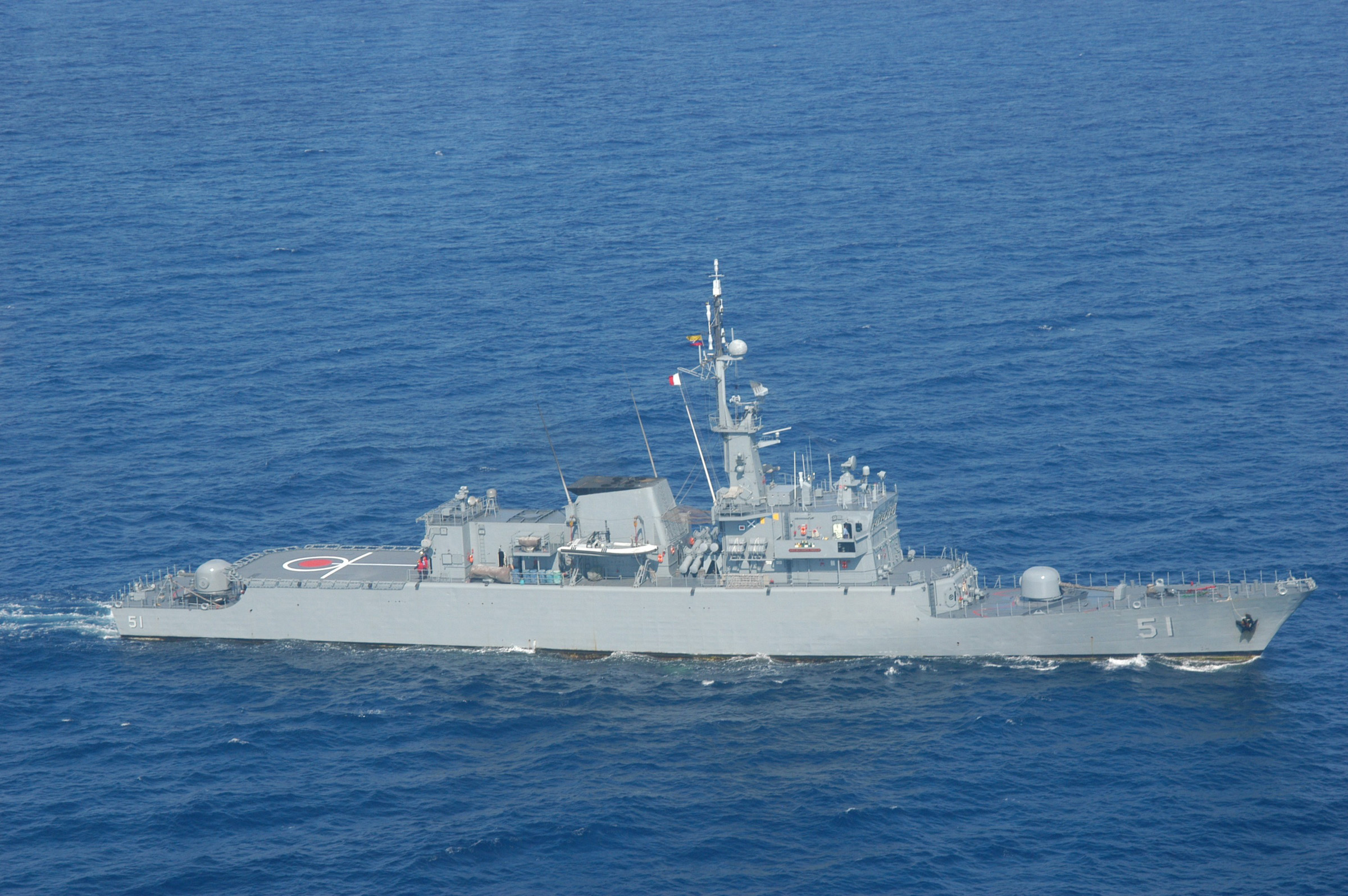
Fregata Almirante Padilla (FM-51)

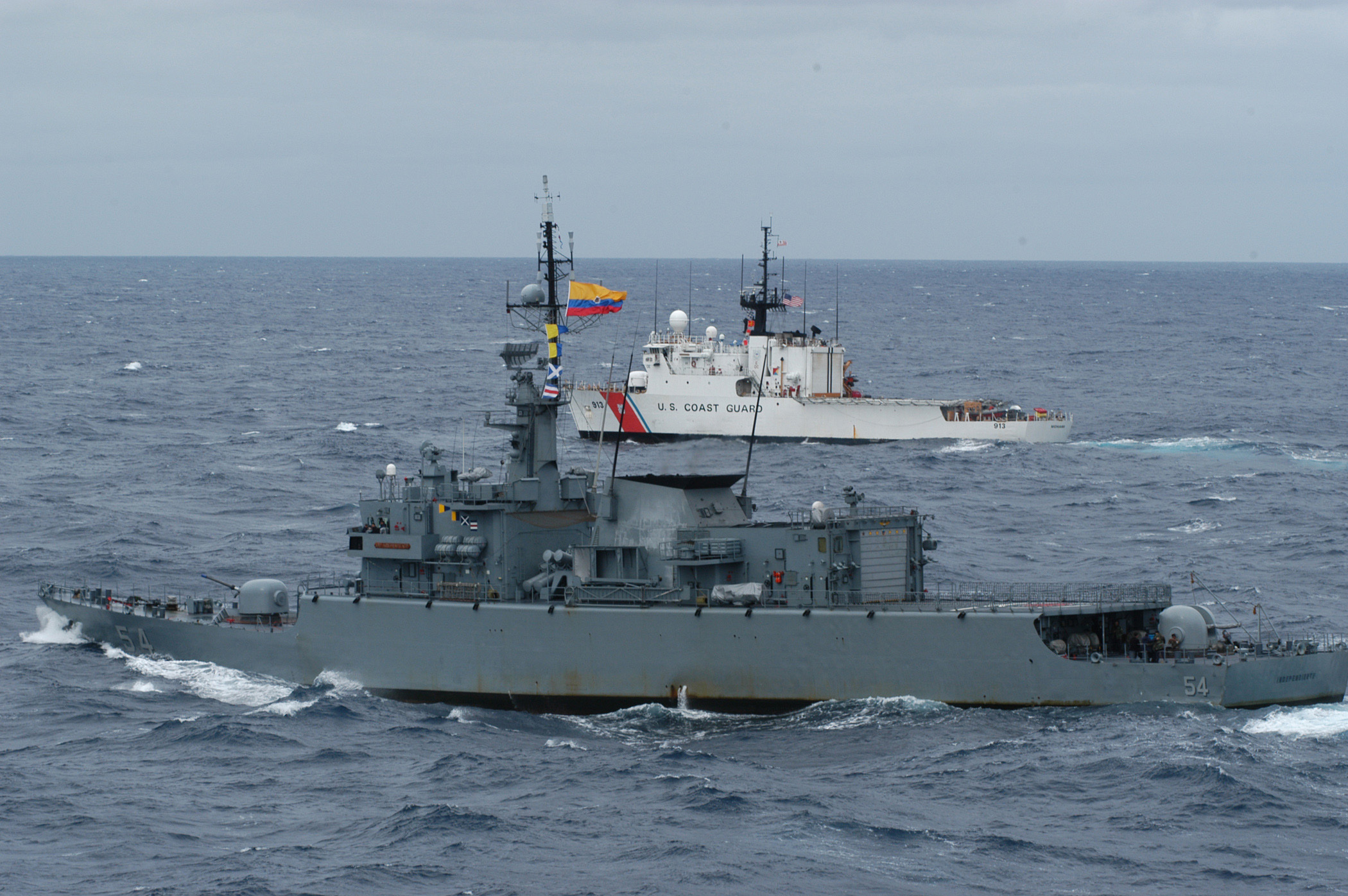
Fregata Independiente (FM-54)

| Typ lodě                                      | Počet lodí ve službě |
| --------------------------------------------- | -------------------- |
| letadlové lodě                                | 0                    |
| vrtulníkové výsadkové lodě / nosiče vrtulníků | 0                    |
| výsadkové lodě                                | 0                    |
| křižníky                                      | 0                    |
| torpédoborce                                  | 0                    |
| fregaty                                       | 4                    |
| korvety                                       | 2                    |
| ponorky                                       | 11                   |
| minolovky / minonosky                         | 0                    |
| hlídkové lodě                                 | 285                  |
| ostatní                                       | 103                  |
| celkem                                        | 450                  |

## 3. Námořnictvo Spojených států amerických

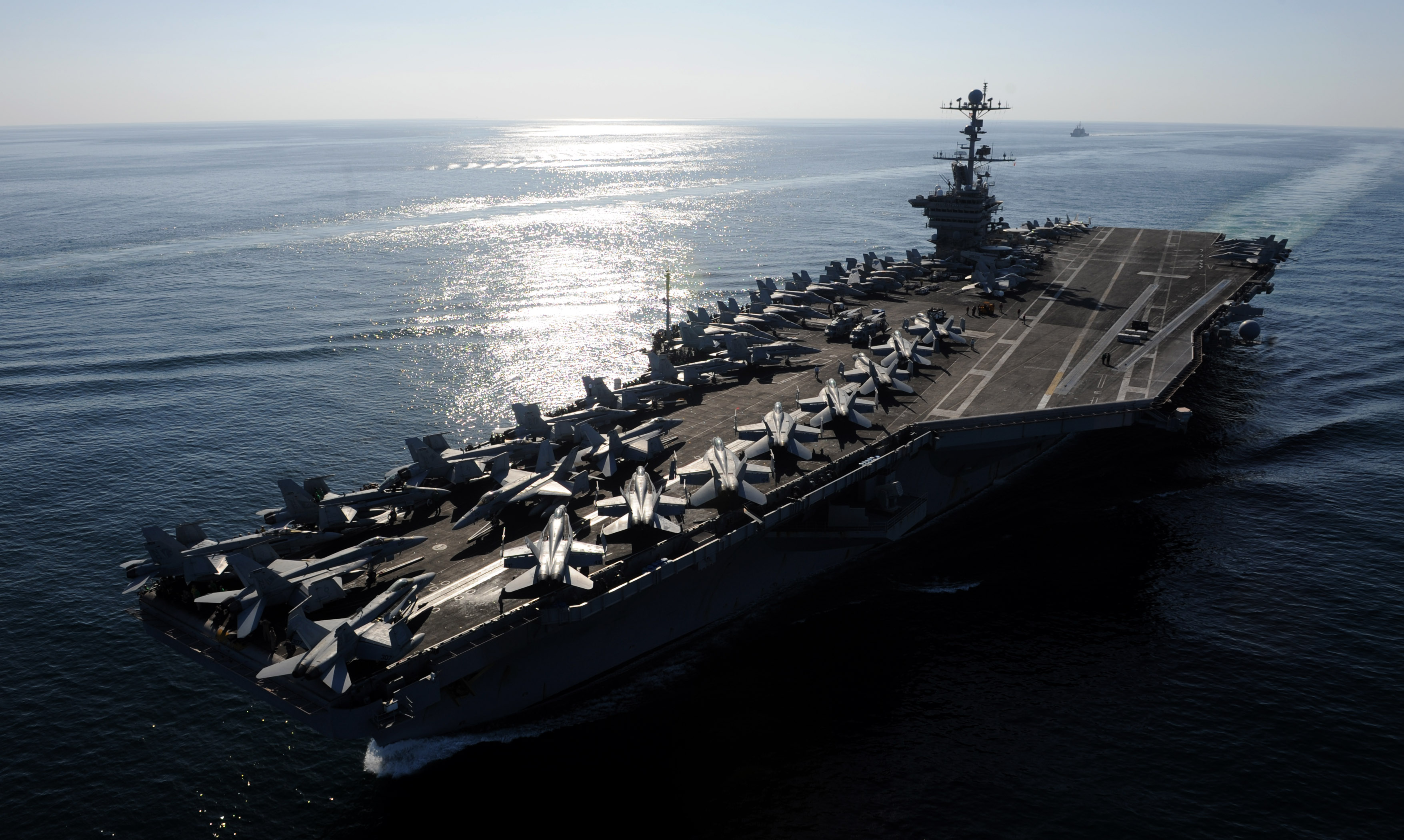
Letadlová loď USS John C. Stennis (CVN-74)

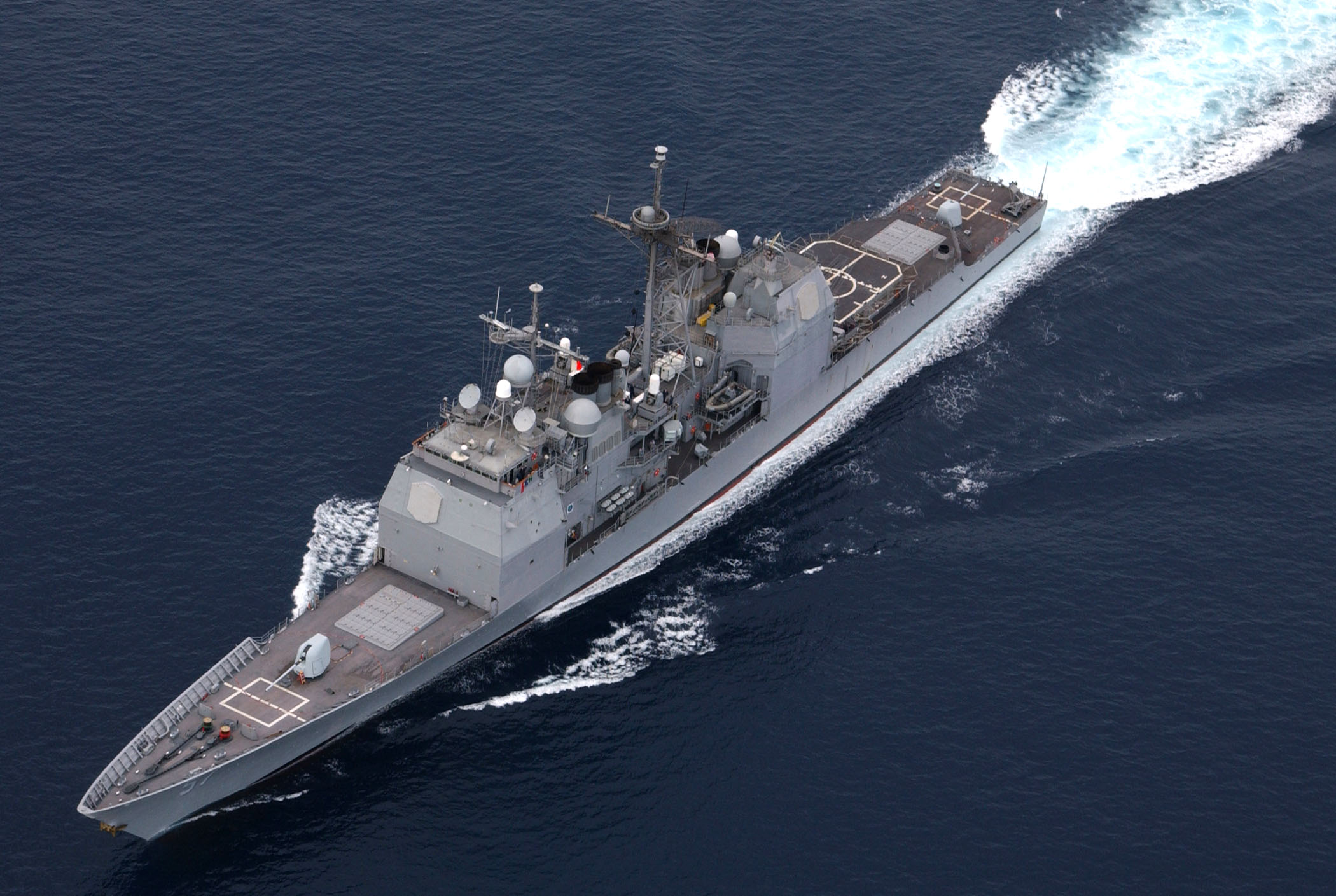
Raketový křižník USS Lake Champlain (CG-57)

| Typ lodě                                      | Počet lodí ve službě |
| --------------------------------------------- | -------------------- |
| letadlové lodě                                | 11                   |
| vrtulníkové výsadkové lodě / nosiče vrtulníků | 10                   |
| torpédoborce                                  | 92                   |
| fregaty                                       | 0                    |
| korvety                                       | 22                   |
| ponorky                                       | 68                   |
| minolovky / minonosky                         | 8                    |
| hlídkové lodě                                 | 10                   |
| ostatní                                       | 263                  |
| celkem                                        | 484                  |

## 2. Námořnictvo Ruské federace

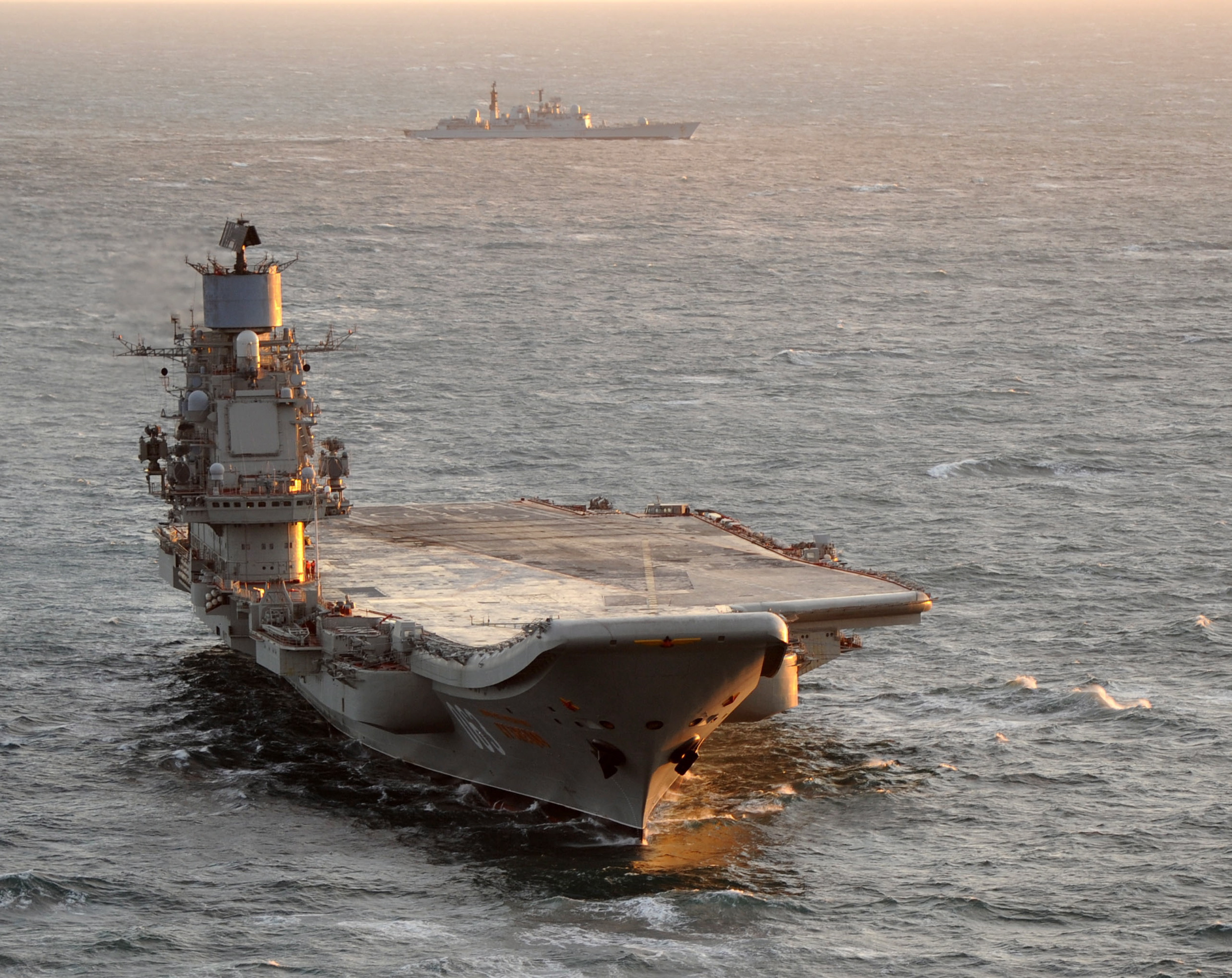
Letadlová loď Admiral Kuzněcov

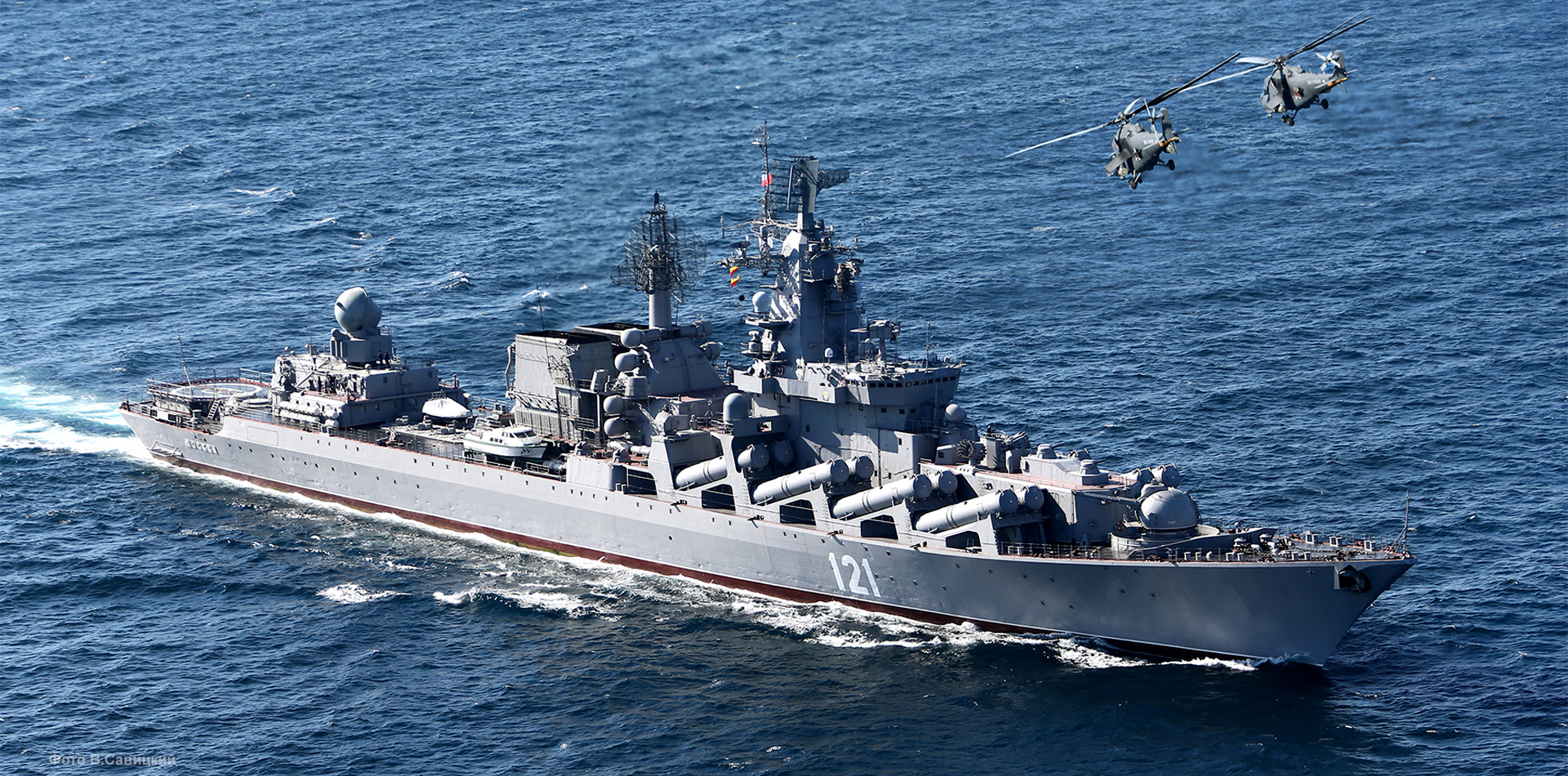
Raketový křižník Moskva 10 let před potopením

| Typ lodě                                      | Počet lodí ve službě |
| --------------------------------------------- | -------------------- |
| letadlové lodě                                | 1                    |
| vrtulníkové výsadkové lodě / nosiče vrtulníků | 0                    |
| torpédoborce                                  | 15                   |
| fregaty                                       | 11                   |
| korvety                                       | 86                   |
| ponorky                                       | 70                   |
| minolovky / minonosky                         | 49                   |
| hlídkové lodě                                 | 59                   |
| ostatní                                       | 314                  |
| celkem                                        | 605                  |

## 1. Námořnictvo Čínské lidové republiky

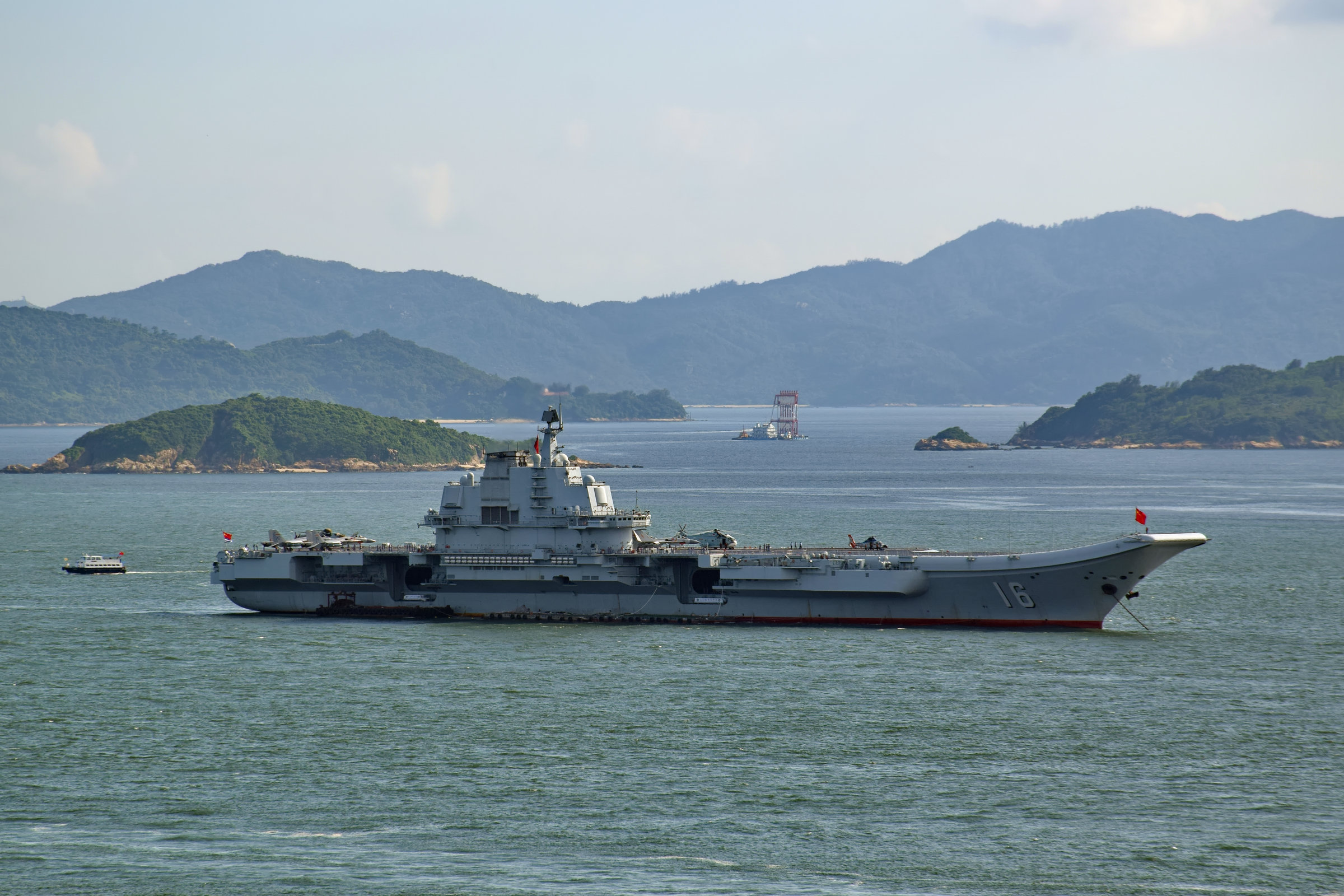
Letadlová loď Liao-ning

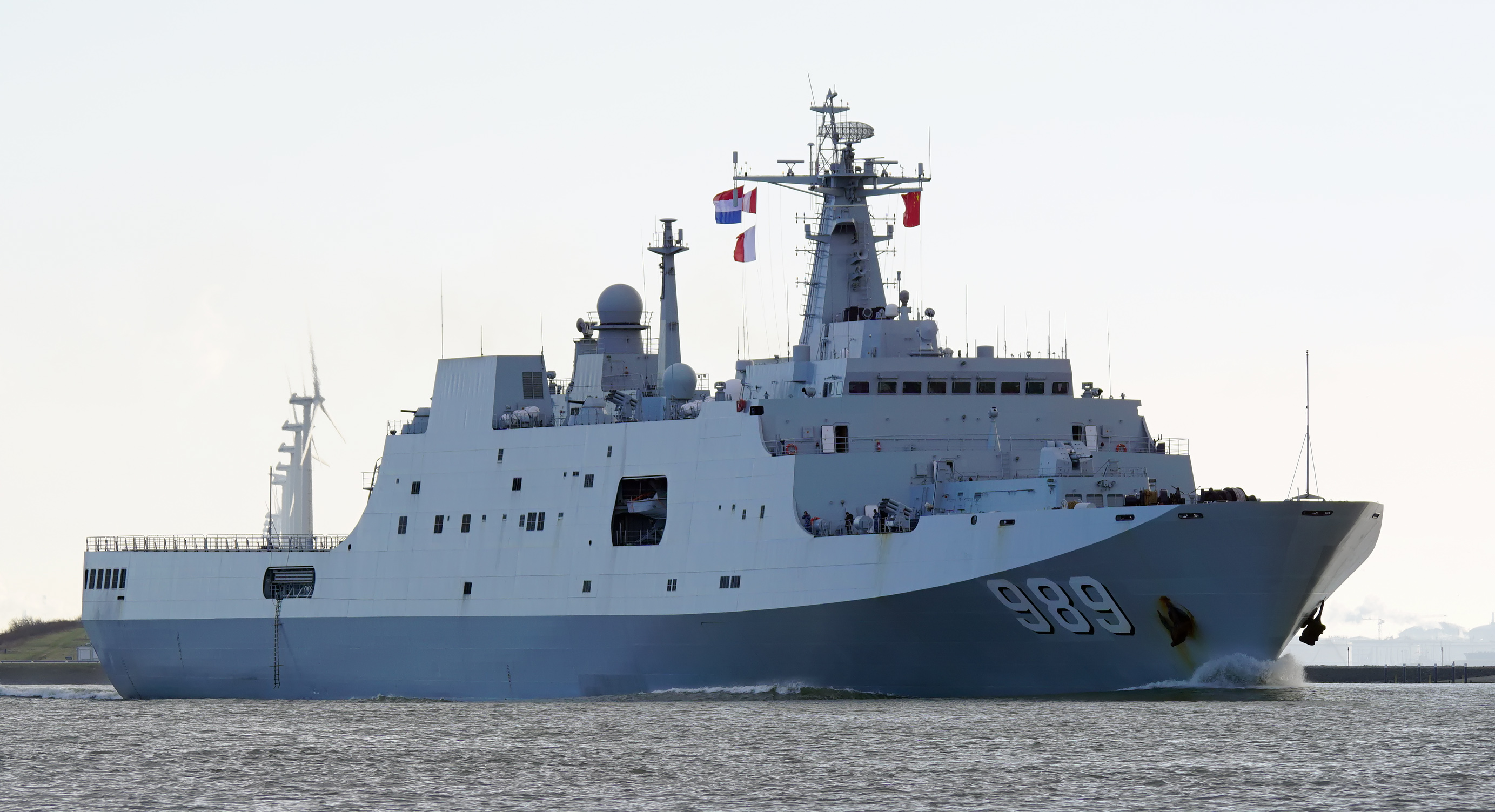
Výsadková loď Čchang-paj-šan (989)

| Typ lodě                                      | Počet lodí ve službě |
| --------------------------------------------- | -------------------- |
| letadlové lodě                                | 2                    |
| vrtulníkové výsadkové lodě / nosiče vrtulníků | 2                    |
| torpédoborce                                  | 41                   |
| fregaty                                       | 49                   |
| korvety                                       | 70                   |
| ponorky                                       | 79                   |
| minolovky / minonosky                         | 36                   |
| hlídkové lodě                                 | 152                  |
| ostatní                                       | 346                  |
| celkem                                        | 777                  |